# Beica de Jos, Mureș
Beica de Jos (în maghiară Alsóbölkény, în germană Ungarisch-Birk) este satul de reședință al comunei cu același nume din județul Mureș, Transilvania, România.

## Istoric
Satul Beica de Jos este atestat documentar în anul 1453.

## Localizare
Localitate situată la confluența râului Beica cu Chiheru.

## Imagini

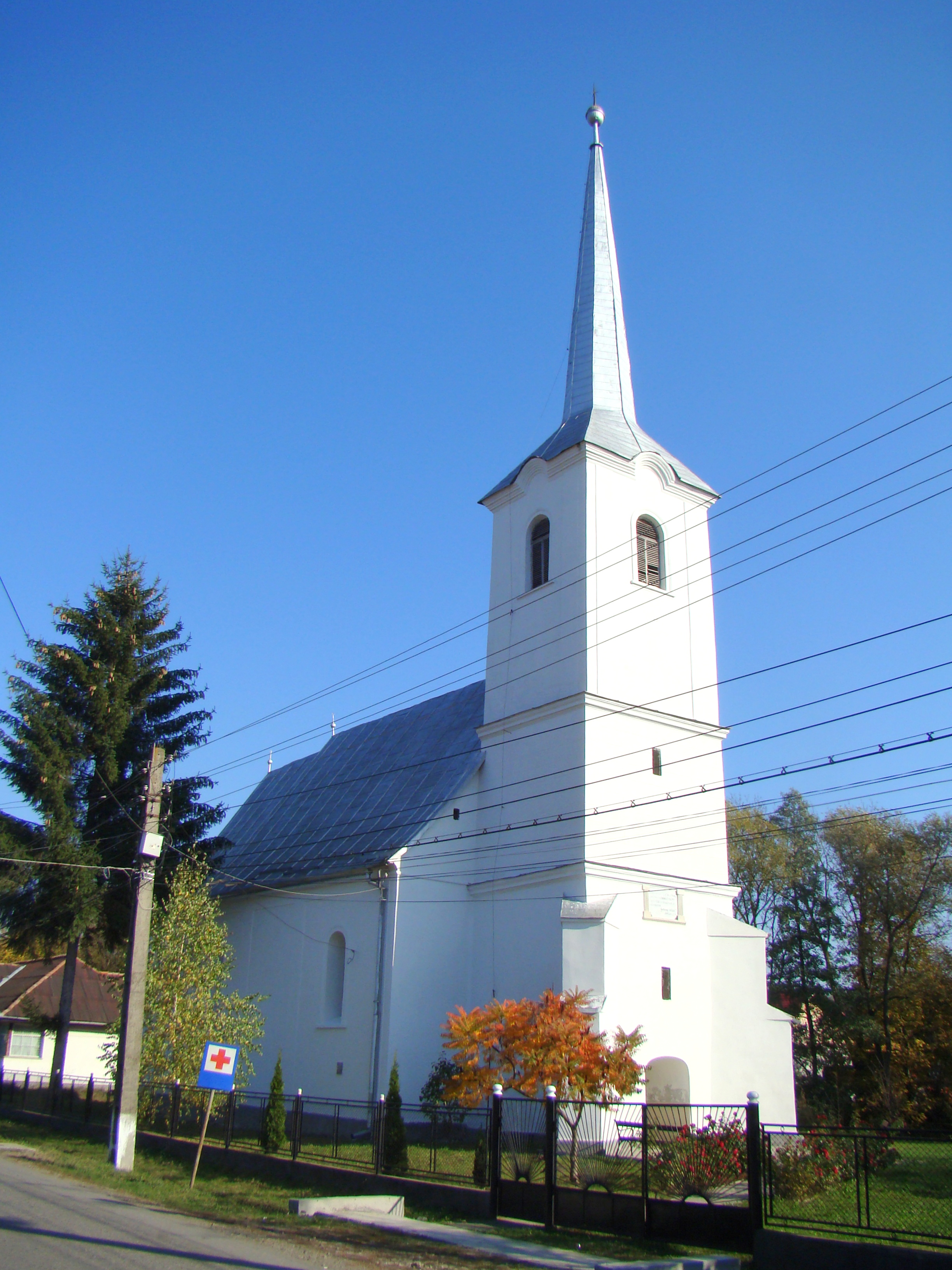
Biserica reformată (1742)
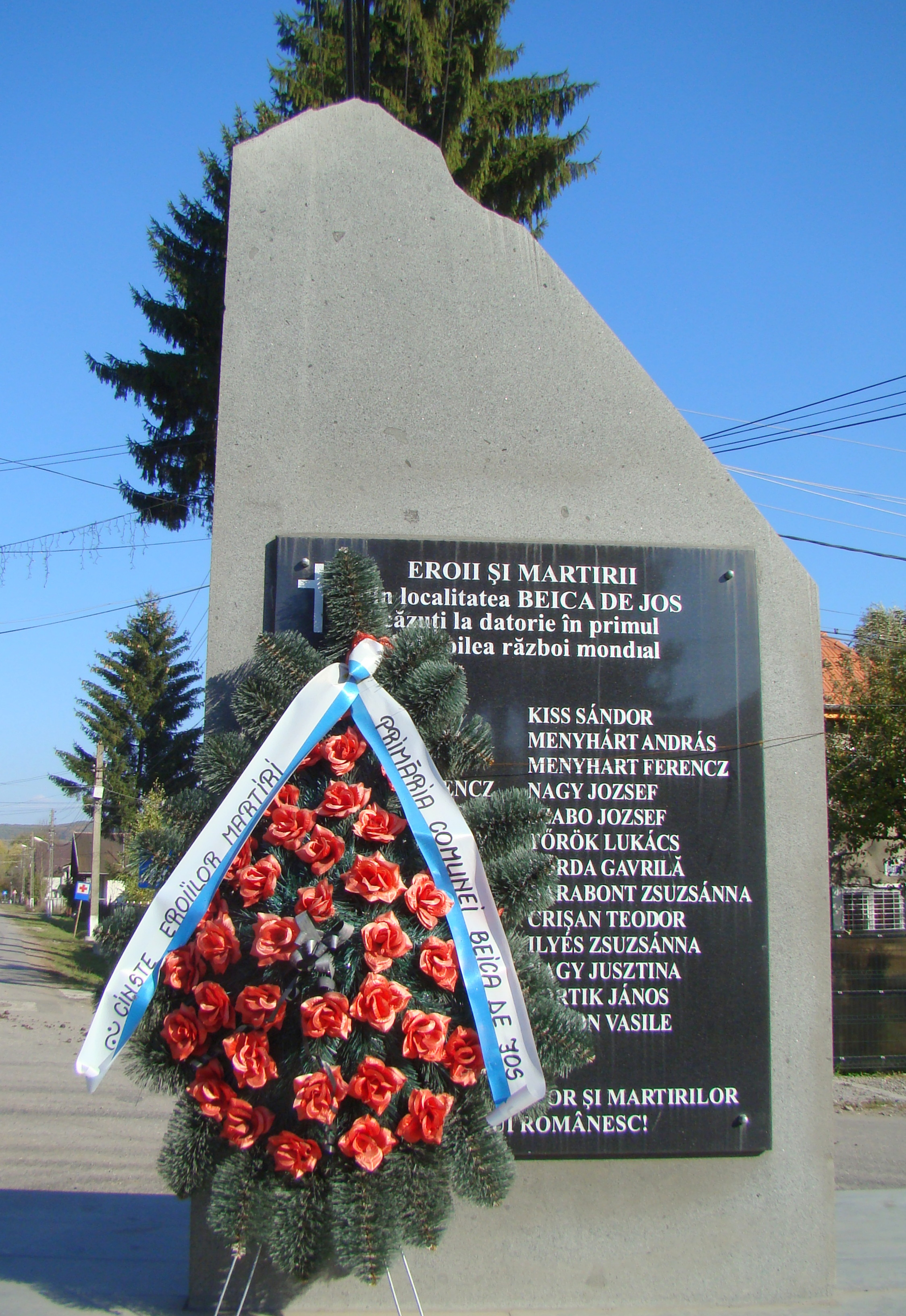
Monumentul eroilor
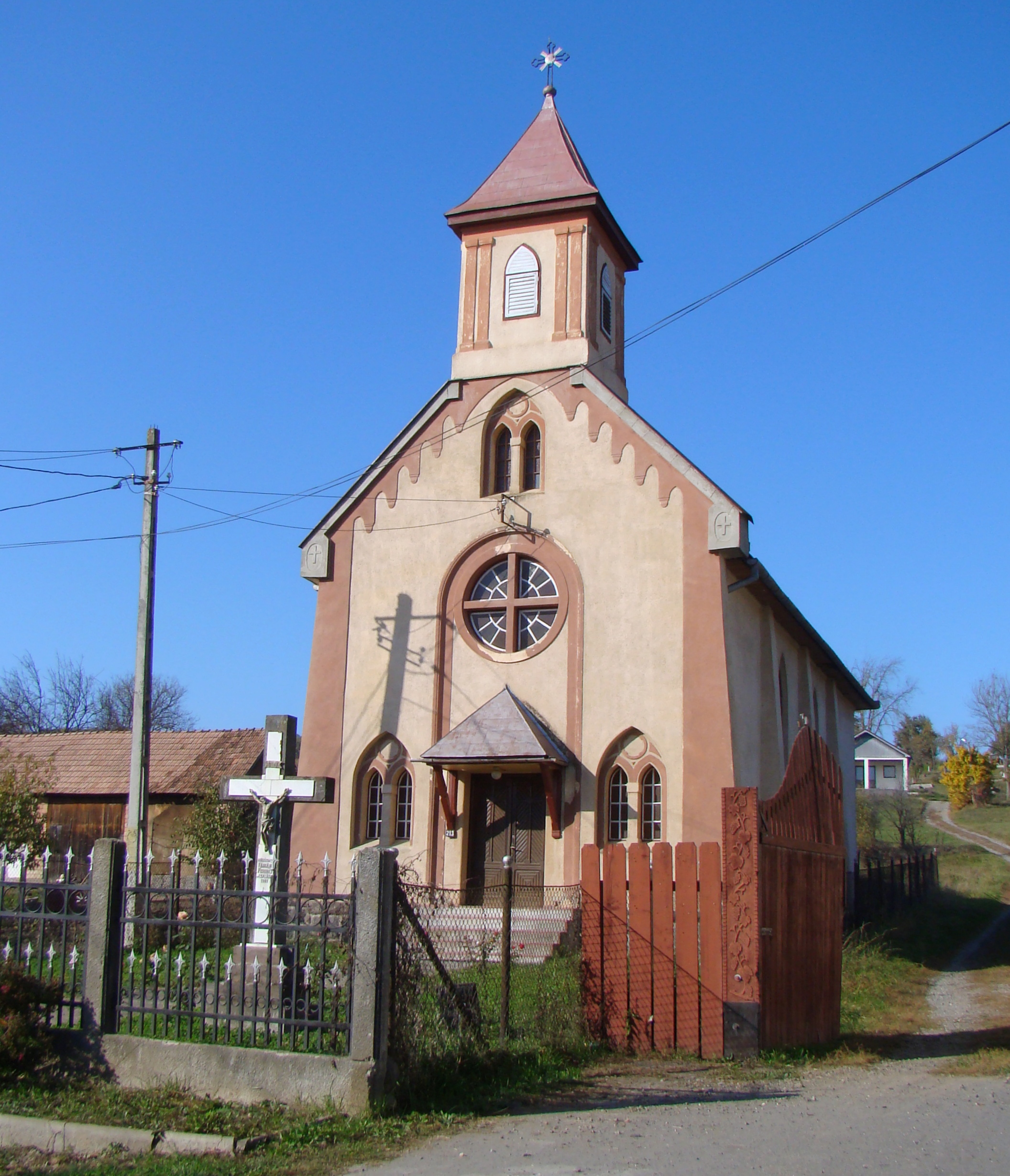
Biserica romano-catolică (1938)
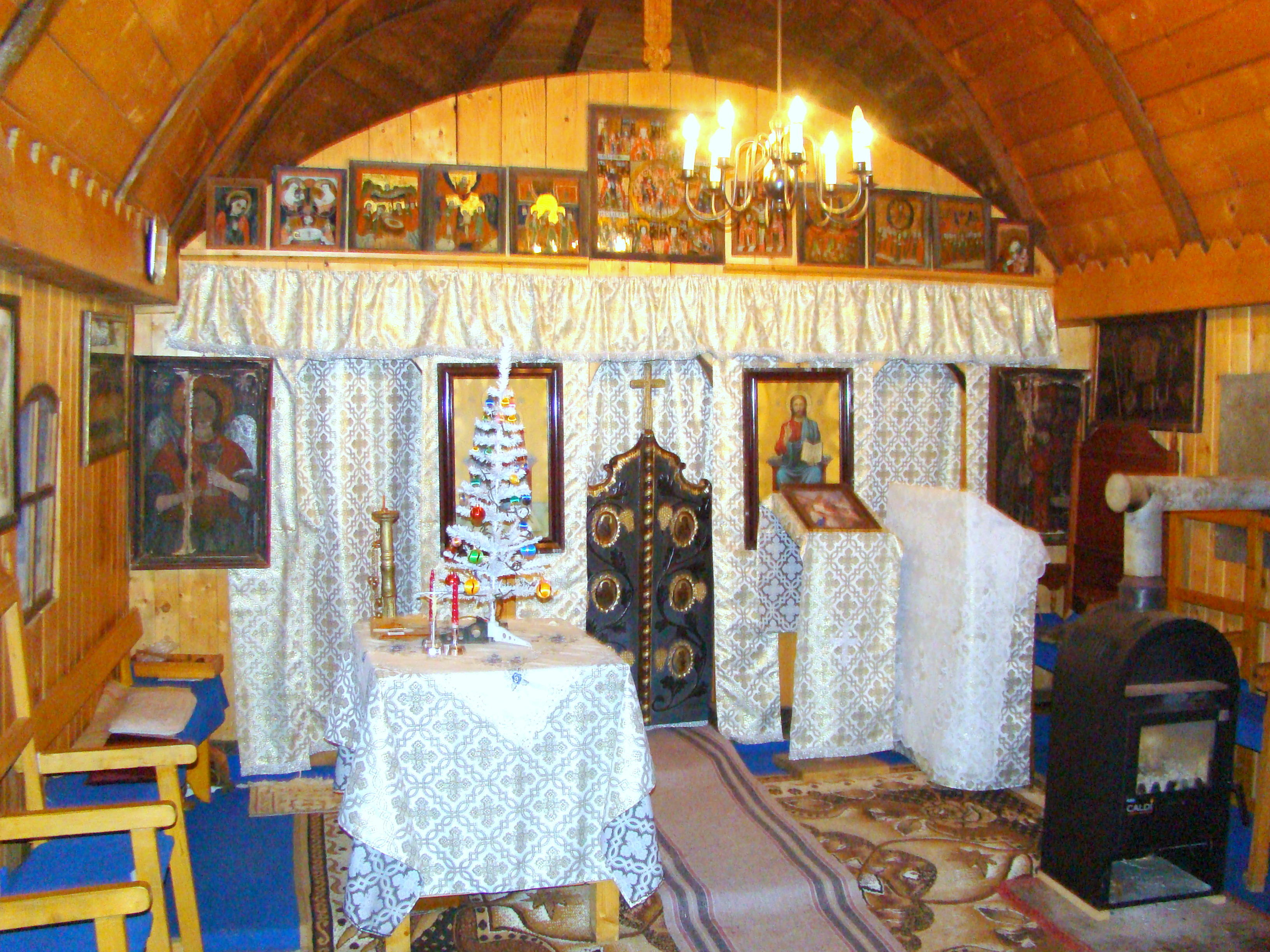
Biserica de lemn (iconostasul)